# Archichlora vieui
Archichlora vieui là một loài bướm đêm trong họ Geometridae.